# Rue Binhu (métro de Nanning)
Rue Binhu  (chinois : 滨湖路站 / pinyin : Bīnhú lù zhàn / zhuang : Camh Roen Binhhuz) est une station de la ligne 3 du métro de Nanning. Elle est située à l'intersection de la rue Changhu et des rues Binhu et Binhu nord, dans le district de Qingxiu de la ville de Nanning, en Chine.
Ouverte le 6 juin 2019, elle comprend quatre entrées et une seule plateforme.

## Situation sur le réseau

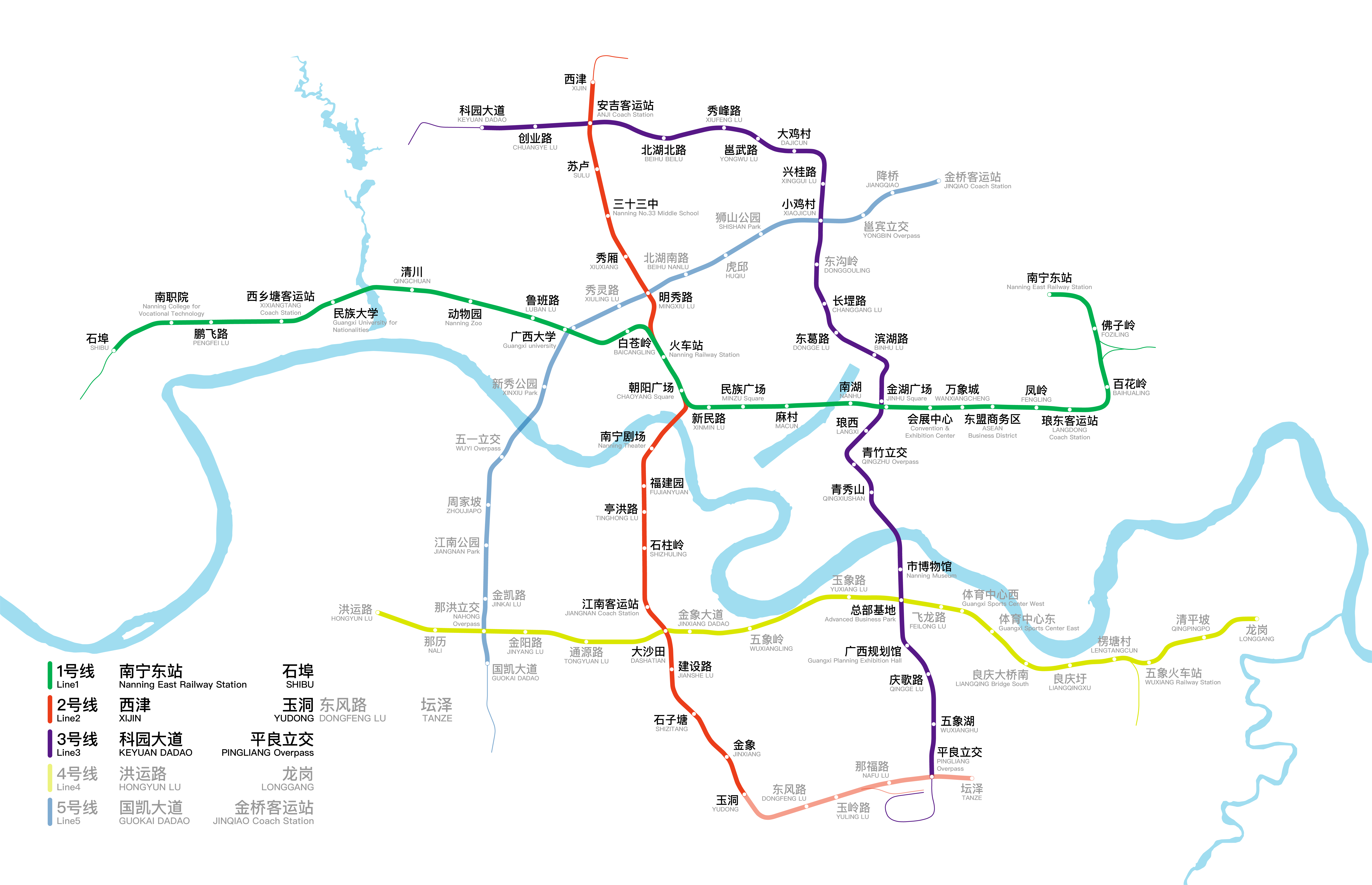
Plan du métro.

Établie en souterrain, Rue Binhu est située sur la ligne 3 du métro de Nanning, entre la station Rue Dongge, en direction du terminus nord Boulevard Keyuan (zh), et la station Place Jinhu (zh), en direction du terminus sud Échangeur Pingliang (zh).

## Histoire
La construction de la ligne débute en 2015. Le 22 mai 2016, des barrières sont installées à l'intersection des rues Binhu et Changhu, et la construction débute officiellement à rue Binhu, pour une durée de 33 mois séparée en trois phases. La circulation automobile est toujours possible, mais les voies sont réduites. Après plus de deux-cent jours de forage, le tronçon entre Rue Binhu et la portion sur la ligne 3 de Place Jinhu est complété le 16 janvier 2018. Le forage a été difficile, puisqu'il devait être effectué sous des vieux quartiers de la ville. La ligne ouvre officiellement avec 22 stations le 6 juin 2019, dont Rue Binhu.

## Services aux voyageurs

### Accès et accueil
Rue Binhu est située à l'intersections des rues Changhu et Binhu. Sa situation géographique est très importante, car elle est reliée à d'autres services du transport en commun à Nanning et est juste au sud du quartier animé de Qingxiu Wanda. Il est aussi situé non loin du parc Nanhu (南湖公园). La station est souterraine et comprend deux étages, avec au second sous-sol une plateforme centrale à colonnes donnant sur deux voies,. La station, orientée nord-sud le long de la rue Changhu, mesure 190 mètres de long pour 19,7 mètres de large. Une seule couche sépare la station de la surface. Avec ses quatre entrées, Rue Binhu a un ascenseur pour personnes handicapées à sa sortie C.
La station, tout comme les autres de la ligne, présente des motifs aux allures des dix pays d'Asie du Sud-Est, membres de l'ASEAN, avec des colonnes décorées de brocades et de petits bâtiments aux toits en pente. La couleur violet est choisie pour la ligne pour faire référence au charme de l'Asie du Sud-Est. Le plancher est recouvert de céramique légère et les murs sont en plaques d'acier émaillé. 
Station souterraine, elle dispose de trois niveaux :
| Niveau 0   | Entrées et sorties                                       | Entrées et sorties                                         |
| Sous-sol 1 | Salle d'accueil                                          | Service à la clientèle, boutiques et guichet libre-service |
| Sous-sol 2 |                                                          | Ligne 3 Voie 1 : En direction de Boulevard Keyuan (zh)     |
| Sous-sol 2 | Quai central                                             |                                                            |
| Sous-sol 2 | Ligne 3 Voie 2 : En direction d'Échangeur Pingliang (zh) |                                                            |

### Desserte
Les premiers et derniers trains à destination de Boulevard Keyuan sont à 6h46 et 23h24, tandis que ceux à direction d'Échangeur Pingliang sont à 6h48 et 23h26. À l'inauguration de la ligne, le dernier train à destination de Boulevard Keyuan était à 23h22, mais avec l'ouverture de la station additionnelle (en) de Donggouling, les départs ont été ajustés[réf. souhaitée]. Le coût d'un billet est de 6 yuans (元).

### Intermodalité
La station est desservie par les lignes 68, 74, 76, 601, 604, B11, B91, K6 et Boucle 3 du réseau d'autobus de Nanning[réf. souhaitée].

## À proximité
| Numéro                                         | Destinations proches |
| ---------------------------------------------- | --- |
| Sortie A                                       | Rue Binhu (滨湖路),, rue Changhu, Département du travail uni de la région autonome du Guangxi (自治区统战部), Centre de services en construction du Bureau des transports de Nanning (南宁轨道交通建设服务中心), station-essence Sinopec, complexe résidentiel Zhongding Wenxin Homes (中鼎温馨家园), Qingxiu Wanda Plaza (青秀万达广场), Hôtel culturel Wanda (万达文化酒店) |
| Sortie B                                       | Rue Changhu (长湖路), rue Binhu,, rue Bihu (碧湖路), Nanhu International Plaza (南湖国际广场), Quartier des fonctionnaires de Nanhu (南湖公务员小区), Nanhubi Garden (南湖碧园), Quartier Langdong 9 (埌东九组), Centre communautaire des vétérans de Nanning (南宁老干部活动中心)                                                                                            |
| Sortie C                                       | rue Xiangbin (祥宾路), rue Jinhu nord (金湖北路), école primaire Rue Binhu (滨湖路小学), Quartier Langdong 7 (埌东七组), Bureau de la Circulation routière de la région autonome du Guangxi (自治区道路运输管理局) |
| Sortie D                                       | Xianggui International Grand Hotel (湘桂国际大酒店), édifice Haojiang (浩江大厦), Quartier Langdong 10 (埌东十组), Centre de certification en immobilier de Nanning (南宁房产办证大厅), Bureau d'administration des rivières intérieures de Nanning (南宁内河管理处) |
| Légende： Ascenseur pour personnes handicapées | |